# Pablo Ortiz
Pablo Antonio Ortíz Cabezas (født 8. juni 2000) er en colombiansk professionel fodboldspiller, der spiller som midterforsvarer for Liga Portugal 2 klubben Mafra, udlånt fra Superliga-klub FC Midtjylland.

## Karriere
Den 4. februar 2022 blev Ortíz udlejet til Dansk Superliga klub FC Midtjylland i 18 måneder fra América de Cali med en købsoption. Midtjylland besluttede dog allerede den 13. juli 2022 at udløse købsoptionen og købe ham fri fra hans kontrakt med América de Cali, hvor Ortíz underskriver en aftale med den danske klub indtil juni 2027. På transferdeadlinedagen, 31. januar 2023, kom Ortíz til Liga Portugal 2 klubben Mafra på en låneaftale for resten af sæsonen.